# Stade de l'Abbé-Deschamps
Het Stade de l'Abbé-Deschamps (of Stade Abbé-Deschamps) is een voetbalstadion in de Franse stad Auxerre. Ligue 1-club AJ Auxerre speelt er zijn thuiswedstrijden. Het stadion heeft een capaciteit van 23.467 zitplaatsen.

## Naam
Abbé Deschamps was de oprichter en de eerste voorzitter van AJ Auxerre, van 1905 tot 1949. Hij kocht een terrein langs de rivier de Yonne, waarop het eerste stadion kon worden gebouwd. Dat werd het Stade de la Route de Vaux genoemd, en werd geopend op 13 oktober 1918. Het werd hernoemd tot het Stade de l'Abbé-Deschamps na diens dood op 1 december 1949.

## Stadion
Aan het begin van de jaren 80 raakten de tribunes in verval. De club knapte eerst de tribunes achter de beide doelen. De facelift was compleet toen in 1984 ook de tribunes aan de lange zijden werden vernieuwd. In 1994 werden de Vaux- en Leclerctribune (achter de doelen) afgebroken, om plaats te maken voor modernere constructies.
Het recordaantal toeschouwers werd bereikt op 18 mei 1996, in de wedstrijd tegen FC Nantes: 22.500 supporters van Auxerre kwamen toen opdagen omdat, wanneer Auxerre won, ze landskampioen zouden worden. De toeschouwers werden niet teleurgesteld: Auxerre won.
In Europees verband staat het record op 21.304 toeschouwers, in de wedstrijd tegen Borussia Dortmund op 19 maart 1997.